# Birdy Nam Nam
I Birdy Nam Nam sono un gruppo musicale formato da dj francesi.

## Storia
Costituitisi nel 2002, i Birdy Nam Nam sono un collettivo di dj francesi, specializzati nel turntablism, l'arte di creare nuova musica partendo da due giradischi e suonandoli come un vero e proprio strumento musicale. Il nome della formazione deriva da una scena del film con Peter Sellers Hollywood Party (The Party) del 1968, diretto da Blake Edwards. Il loro valore come dj's è stato più volte riconosciuto, durante la loro carriera artistica, anche in sedi ufficiali come il DMC Technics 2002 World TEAM Championships, che hanno vinto nel 2002. Nel 2006 è uscito il loro omonimo album di debutto, Birdy Nam Nam per l'etichetta Uncivilized World Records. L'anno successivo i Birdy Nam Nam hanno pubblicato un album dal vivo e nel 2008 un nuovo progetto, dal titolo XLR8R (accélérateur).

## Formazione
- Crazy-B
- DJ Pone
- DJ Need
- Little Mike

## Discografia

### Album
- 2006 - Birdy Nam Nam (Vinyl and CD/DVD pack)
- 2007 - Birdy Nam Nam: Live
- 2008 - XLR8R
- 2009 - Manual For Successful Rioting
- 2011 - Defiant Order
- 2012 - Jaded Future EP
- 2016 - Dance or Die

### Singoli
da Birdy Nam Nam (2006)
- 2006 - Jazz it at home/Body, Mind, Spirit, Vinyl
- 2006 - Engineer Fear (Maxi Vinyl)
- 2013 - "Wild For The Night" (with ASAP Rocky & Skrillex)